# وان هشام
وان هشام (بالملايوية: Wan Hisham bin Wan Salleh)‏ هو سياسي ماليزي، ولد في 16 مايو 1956. حزبياً، نشط في باريسان ناسيونال.